# 前766年
| 千纪： | 前1千纪 |
| 世纪： | 前9世纪 \| 前8世纪 \| 前7世纪 |
| 年代： | 前790年代 \| 前780年代 \| 前770年代 \| 前760年代 \| 前750年代 \| 前740年代 \| 前730年代 |
| 年份： | 前771年 \| 前770年 \| 前769年 \| 前768年 \| 前767年 \| 前766年 \| 前765年 \| 前764年 \| 前763年 \| 前762年 \| 前761年                                                                                              |
| 纪年： | 乙亥年（豬年）；周平王五年；周攜王五年；魯惠公三年；齊莊公二十九年；晉文侯十五年；秦襄公十二年；楚若敖二十五年；宋戴公三十四年；衛武公四十七年；陳平公十二年；蔡釐侯四十四年；曹惠伯三十年；鄭武公五年；燕哀侯元年 |

## 大事記
- 秦國討伐犬戎，到達岐邑。[1]

## 逝世
- 宋戴公，宋國國君。[2]
- 秦襄公，秦國國君。[3]